# Vicente Hernández Cabrera
Vicente Hernández Cabrera (* 20. April 1991 in Santa Cruz de Tenerife) ist ein ehemaliger spanischer Triathlet. Er ist Triathlon-Europameister der Junioren (2010), U23-Vizeeuropameister Triathlon (2014), Gewinner der Bronzemedaille bei der Europameisterschaft 2014 und Olympiastarter (2016).

## Werdegang
Vicente Hernández kam als Elfjähriger vom Fußball zum Schwimmsport, wo er als Jugendlicher in seinen Hauptdisziplinen Kraul und Rücken auf Wettkämpfen bis auf der nationalen Ebene antrat.
Mit achtzehn Jahren kam Hernández zum Triathlon und wurde bald nach Madrid zum Centro de Alto Rendimiento (CAR), einem staatlichen Hochleistungszentrum für Sport, berufen. Im Mai wurde er Vierter bei der Duathlon-Europameisterschaft der Junioren und bereits nach acht Monaten Training gewann er im Juli 2010 in Athlone die Triathlon-Europameisterschaften der Junioren.

2011 und 2012 kam Hernández wegen eines Patellaspitzensyndroms zu nur wenigen Wettkämpfen. 2013 wurde Hernández in Lima Iberoamerikanischer Meister, gewann Bronze bei der Europameisterschaft U23 und Silber beim ITU-World-Cup in Alicante.
Im Juni 2014 wurde Fernández U23-Vizeeuropameister Triathlon und er bestritt seine erste Saison in der ITU World Championship Series, die er als 22. in der Weltrangliste beendet. Zusätzlich gewann er Bronze bei der Europameisterschaft in Kitzbühel.

2015 gelang ihm mit vier Top-10-Platzierungen ITU World Championship Series der Sprung in die Weltspitze, bis zum Grand Final in Chicago liegt er auf Platz zehn der Weltrangliste, fiel dann aber wegen eines Ausstiegs auf der Radstrecke in Chicago auf den 17. Platz zurück.

### Olympische Sommerspiele 2016
Vicente Hernández rückte erst drei Wochen vor Beginn der Olympischen Sommerspiele 2016 für den bei einem Trainingsunfall verletzten amtierenden Weltmeister Javier Gómez in das spanische Olympiateam nach und er belegt in Rio de Janeiro den 27. Rang.
Bei seinem ersten Start auf der Triathlon-Mitteldistanz konnte er im Oktober 2017 die Challenge Forte Village Sardinia gewinnen.
Im April 2019 gewann er den Ironman 70.3 Peru.
Seit 2019 tritt Vicente Hernández nicht mehr international in Erscheinung.

## Sportliche Erfolge
| Datum/Jahr    | Rang | Wettbewerb                                                     | Austragungsort | Zeit     | Bemerkung                                                                                                 |
| ------------- | ---- | -------------------------------------------------------------- | -------------- | -------- | --- |
| 10. Nov. 2018 | 1    | ITU Triathlon World Cup                                        | Miyazaki       | 01:49:11 | Sieger im letzten Weltcup-Rennen der Saison                                                               |
| 16. Juni 2017 | 4    | ETU Triathlon European Championships                           | Kitzbühel      | 01:45:40 | Europameisterschaft auf der olympischen Kurzdistanz                                                       |
| 20. Aug. 2016 | 27   | Olympische Sommerspiele 2016                                   | Rio de Janeiro | 01:48:50 | |
| 3. Juli 2016  | 15   | ITU World Championship Series 2016                             | Stockholm      | 01:50:33 | |
| 23. Apr. 2016 | 7    | ITU World Championship Series 2016                             | Kapstadt       | 00:54:52 | |
| 9. Apr. 2016  | 7    | ITU World Championship Series 2016                             | Gold Coast     | 01:47:58 | |
| 12. Apr. 2015 | 4    | ITU World Championship Series 2015                             | Gold Coast     | 01:47:26 | [ 2 ] |
| 21. Juni 2014 | 3    | ETU Triathlon European Championships                           | Kitzbühel      | 01:54:39 | |
| 28. Juni 2014 | 2    | ETU Triathlon European Championship U23                        | Pensa          | 01:50:40 | U23-Vizeeuropameister Triathlon                                                                           |
| 29. Juni 2013 | 3    | ETU Triathlon European Championship U23                        | Rijssen-Holten | 01:50:39 | |
| 24. Feb. 2013 | 1    | ITU Triathlon Pan American Cup and Iberoamerican Championships | Lima           | 01:59:31 | Iberoamerikanischer Meister                                                                               |
| 3. Juli 2010  | 1    | ETU Triathlon European Championship Junior Men                 | Athlone        | 00:55:23 | Triathlon-Europameister Junioren auf der Sprintdistanz (750 m Schwimmen, 20 km Radfahren und 5 km Laufen) |

| Datum/Jahr    | Rang | Wettbewerb                       | Austragungsort | Zeit     | Bemerkung |
| ------------- | ---- | -------------------------------- | -------------- | -------- | --------- |
| 14. Apr. 2019 | 1    | Ironman 70.3 Peru                | Lima           | 03:43:40 |           |
| 29. Okt. 2017 | 1    | Challenge Forte Village Sardinia | Sardinien      | 03:57:16 | [ 3 ]     |

| Datum/Jahr  | Rang | Wettbewerb                                    | Austragungsort | Zeit     | Bemerkung |
| ----------- | ---- | --------------------------------------------- | -------------- | -------- | --------- |
| 1. Mai 2010 | 4    | ETU Duathlon European Championship Junior Men | Nancy          | 00:48:24 |           |

(DNF – Did Not Finish)